# Lord Howeön
Lord Howeön är en liten ö i Stilla havet, 600 km öster om Australien. Ön ligger i delstaten New South Wales i Australien.
- Plats: 31°5' S, 159°1' Ö
- Högsta punkt: Mount Gower, 875 m ö.h.
- Areal: 14.6 km²
- Befolkning: 350 permanentboende invånare. Antalet turister får maximalt vara 400 vid ett och samma tillfälle.

Ögruppen Lord Howe, skrevs 1982 in på Unescos världsarvslista för dess unika skönhet och naturrikedom. Lord Howe Marine Park skyddar vattnen omkring ögruppen.

## Historia
Lord Howeön upptäcktes i februari 1788 av HMS Supply, under befäl av löjtnant Lidgbird Ball, som var på väg till Norfolkön med fångar för att skapa en bosättning där. Ett av bergen på ön har fått namn efter honom. Ön var obebodd och fick sitt namn efter en engelsk amiral, förste lord av amiralitetet Lord Howe. Första bosättningen kom till 1833. Öns uppgift blev att förse passerande skepp med mat och dricksvatten.
Fram till 1970 fanns det ingen landningsplats och flygbåtar lade till i lagunen med de omkringliggande korallreven. Royal Navys fregatt HMS Nottingham gick 2002 på grund vid revet Wolf Rock utanför Lord Howeön och var nära att sjunka.

## Geologi
Lord Howeön är halvmåneformad, omkring 10 km lång och 1,5 km bred. Den består av en eroderad rest av ett 6,9 miljoner år gammal vulkan. Ett korallrev och en lagun är skyddad på insidan av öns halvmåneform. Lord Howe sjöbergs kedja definieras av koralltäckta guyoter, fortsätter norrut, 1000 km, och är antagligen resultatet av kontinentalplattans rörelse norrut.
Berget Lidgbird, 777 m ö.h. och Gower, 875 m ö.h., dominerar i södra änden av ön. De är båda av basalt, rester av lavaflöden som en gång fyllde en stor vulkankrater. Dessa lavaflöden uppstod för 6,4 miljoner år sedan och var den sista vulkaniska aktiviteten på ön, som därefter successivt eroderat till det som återstår idag.
Ball's Pyramid är en liten ö, omkring 10 km söder om Lord Howeön, och även den en rest av en eroderad vulkan. Det är den största av flera vulkaniska berg som formar småöar i området.
Lord Howeön har ett korallrev, vilket är världens sydligaste korallrev.

## Ekologi
Lord Howeön är en distinkt landbaserad ekoregion, känd som Lord Howeöns subtropiska skog. Den är en del av den Australiska ekozonen, och delar många biotiska särdrag med Australien, Nya Guinea och Nya Kaledonien. Lord Howeön var aldrig en del av en kontinent och floran och faunan koloniserade ön från fastlandet på andra sidan havet. Nära hälften av plantorna på ön är endemiska. En av de mest kända är Howea, ett endemiskt släkte av palmer Arecaceae som är allmänt känd som Kentiapalmer och gör vackra rumsväxter. Flera miljoner exporteras årligen från den enda större verksamheten på ön förutom turismen.

### Fåglar
14 arter sjöfåglar och 18 arter av landfåglar lever på ögruppen, inklusive en endemisk art, Lord Howe Woodhen (Gallirallus sylvestris) och 3 endemiska underarter Lord Howe Golden Whistler (Pachycephalidae pectoralis contempta), Lord Howe White-eye (Zosterops lateralis tephropleurus) och Lord Howe Currawong (Strepera graculina crissalis). Ett antal endemiska fågelarter och underarter har blivit utrotade sedan människans ankomst till ön. Lord Howe Swamphen eller White Gallinule (Porphyrio albus), den vitnäbbade Pigeon (Columba vitiensis godmanae), den rödnäbbade Parakeet (Cyanoramphus novaezelandiae subflavescens) och Tasman Booby (Sula tasmani) utrotades av bosättare under 1800-talet. Den av misstaginplanterade svartråttan, efter Makambos skeppsbrott 1918, triggade en andra våg av utrotning inklusive vinfärgade Thrush (Turdus poliocephalus vinitinctus), den robusta White-eye (Zosterops strenuus), Lord Howe Starling (Alponis fusca hulliana), Lord Howe Fantail (Rhipidura fuliginosa cervina) och Lord Howe Gerygone (Gerygoe insularis).

### Däggdjur
Endast ett inhemskt däggdjur återstår på ögruppen, Large Forest Bat (Eptesicus sagittula). De endemiska fladdermusarterna (Nyctophilus howensis) är kända endast från skallar och tros vara utrotade. Orsaken till utrotningen kan ha varit Masked Owl. Den introducerade på ön under 1920-talet för att få kontroll på råttorna. Masked Owl kan också ha orsakat utrotningen av Lord How Boobook (Ninox novaeseelandiae albaria).

### Reptiler
Två landreptiler är endemiska på ögruppen: Skinken (Leiolopisma lichenigera) och Geckoödlan (Phyllodactylus guentheri). Båda är sällsynta på huvudön men mer vanliga på småöarna runt omkring. Skinken (Lampropholis delicata) och trägrodan (Litoria dentata) har oavsiktligt kommit in från Australiska fastlandet på senare år.
Lord Howeöns spökskräcka (Dryococelus australis) försvann från huvudön strax efter svartråttornas ankomst och räknades som utdöd 1920. 2001 upptäcktes en liten population i ett buskage (Melaleuca howeana) på en av Ball's Pyramids branter. Den har därefter fått epitetet "världens mest sällsynta insekt".

### Fiskar
Över 400 fiskarter finns i vattnen omkring Lord Howe inklusive 9 inhemska. Över 80 korallarter finns i reven omkring öarna.

### Av människan introducerade djur och växter
Omkring 10% av Lord Howeöns skog har huggits ned för jordbruket och ytterligare 20% har störts av nötboskap samt förvildade får, getter och grisar. Trots ett stort antal introducerade arter som skadat Lord Howes flora och fauna, har getter nyligen tagits bort från ön, antalet förvildade grisar har reducerats och man kämpar för att få kontroll på råttor, möss och andra introducerade växter. Ett återställningsprogram har återställt Lord Howe skogshönors antal från endast 20 år 1970 till omkring 200.